# Ouvrage de Restefond
L'ouvrage de Restefond est une fortification faisant partie de la ligne Maginot, située sur la limite entre les communes de Jausiers et de Saint-Dalmas-le-Selvage, c'est-à-dire la limite entre les départements des Alpes-de-Haute-Provence et des Alpes-Maritimes.
Il s'agit d'un gros ouvrage d'artillerie, situé à 2 733 mètres d’altitude entre le col de la Bonette et le col de Restefond, au pied du Restefond et de la cime des Trois Serrières, à proximité de la route D 64. Construit pendant les années 1930, il ne fut jamais terminé avant les combats de juin 1940.

## Construction
Le gros ouvrage du Restefond correspond à un projet de la CORF validé fin 1929. Cependant, à la déclaration de guerre, il était loin d’être achevé et l’on termina donc précipitamment les blocs commencés ; les cloches, et d’autres équipements, non installés sont restés depuis à l’abandon près des écuries du fortin du Restefond.
Le gros ouvrage du Restefond aurait dû avoir huit blocs mais, en raison des difficultés de construire à cette altitude et des nombreuses modifications (en 1930, 1932, 1934 et 1937) demandées par la CORF, seuls les blocs 3 et 6 étaient construits en 1939. Les autres blocs n’étaient pas achevés, voire pas commencés, et la construction du bloc 7 fut reportée à un programme complémentaire. Les aménagements souterrains n’avaient pas non plus été terminés.

## Mission
La mission du bloc d’artillerie (bloc 6) d’action frontale était d’interdire les cols frontaliers de Pouriac et du Fer (deux canons-obusiers 75/32) ainsi que le Pas de la Cavale, le ravin du Salso Moreno et le col des Fourches (Un mortier 75 Mle 1931). L'ouvrage fournissait donc l'appui d'artillerie nécessaire à la défense de l'ensemble du quartier Restefond.
Le bloc d’infanterie (bloc 4) avait pour mission de battre les pentes du vallon de la Tinée, jusqu’à Bousiéyas (une cloche GFM et une cloche JM).

## Composition

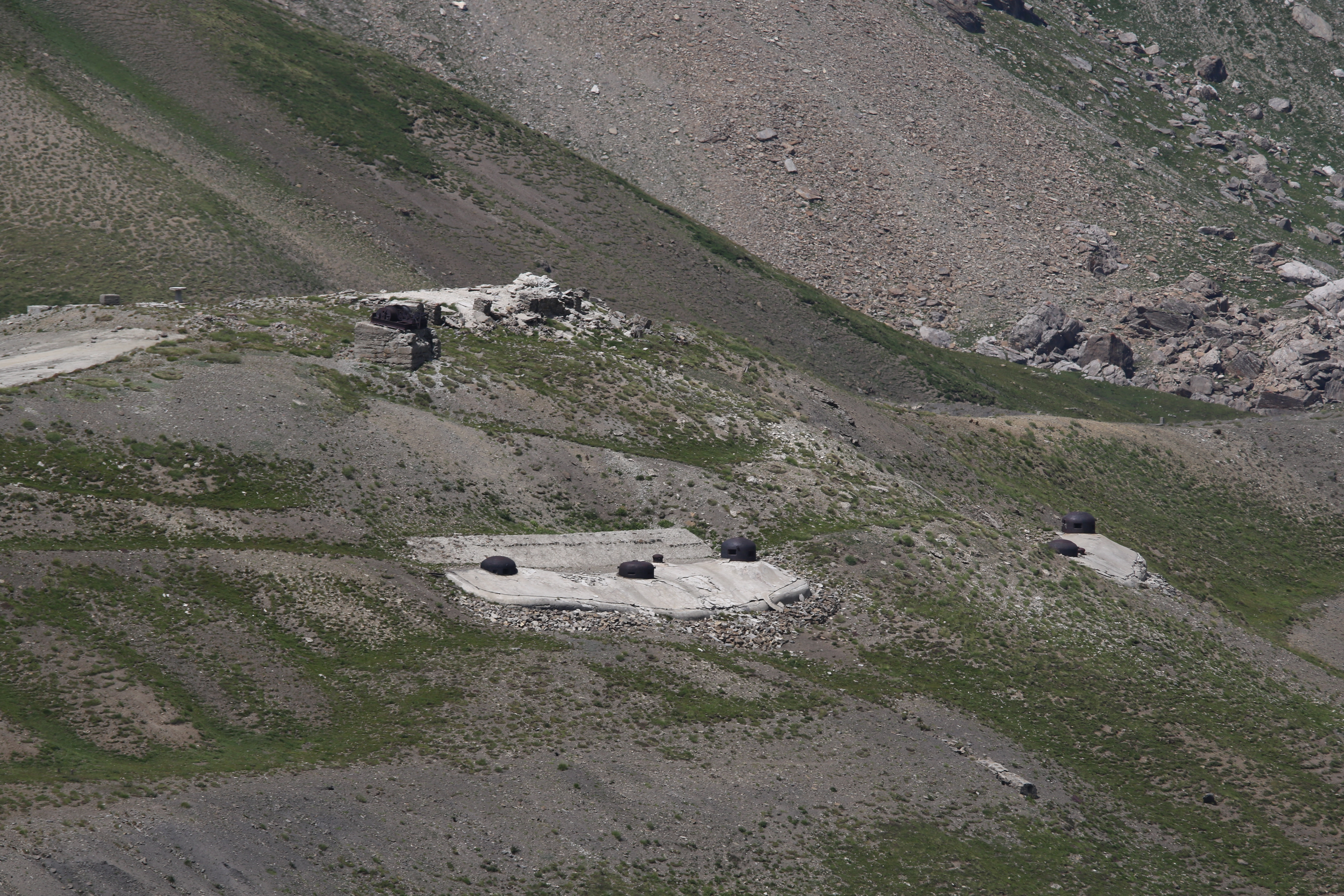
Vue générale des blocs de combats de l'ouvrage de Restefond.

La composition théorique de l’ouvrage était la suivante :
- Bloc 1 (entrée) : en 1939, le bloc n’avait pas été construit et il n’y avait qu’une entrée provisoire qui utilisait la galerie aménagée pour construire les souterrains. La porte actuelle, en bordure de route, n’existait donc pas ; elle a été construite en 1956 seulement. Le bloc prévu devait être une entrée du type alpin : une seule porte servant au passage des hommes et du matériel, un pont-levis d’accès, deux créneaux en caponnière de protection et deux cloches (Cloche lance-grenades et cloche GFM)[2].
- Bloc 2 : ce bloc d’artillerie devait être construit à l’extrémité Nord de l’ouvrage. Il devait être équipé d’une cloche GFM, de deux mortiers de 81 mm tirant vers le col des Granges Communes et être utilisé comme point de départ de la galerie menant à l’issue de secours de l’ouvrage sur la pente ouest.
- Bloc 3 : ce bloc, qui fait face au ravin de la Bonette, à contre-pente, est équipé d’une cloche GFM et d’une cloche JM seulement.
- Bloc 4 : situé juste au sud du précédent, à contre-pente également, il est équipé successivement d’une cloche JM type A, d’une cloche VDP d’observation pour l’artillerie de l’ouvrage et d’une cloche GFM.
- Bloc 5 : il devait être situé au sommet de la crête, entre les blocs 2 et 3, et croiser ses feux avec le gros ouvrage de Rimplas (secteur fortifié des Alpes-Maritimes) pour protéger de ses feux les avant-postes de Las Planas et de Saint-Dalmas-le-Selvage. Il était prévu d’y installer deux canons-obusiers 75/32 et un mortier 75/31[3].
- Bloc 6 : il a le même armement que celui prévu pour le bloc 5, deux canons-obusiers 75/32 et un mortier 75/31 avec, comme pour tous les blocs CORF, un lance-grenades et deux créneaux FM de défense.
- Bloc 7 : reporté à un programme complémentaire, sa construction a en fait été annulée car la vieille tourelle de 75 mm R modèle 1905, modifiée en tourelle pour deux armes mixtes, dont il devait être équipé, ne permettait pas de battre les cols frontières de Larche, de Pouriac et du Fer.
- Bloc 8 : situé sur la contre pente ouest, ce bloc n’est en fait que la cheminée d’aération de l’ouvrage ; il servait également d’issue de secours, celle prévue par le bloc 2 n’ayant pas été construite.

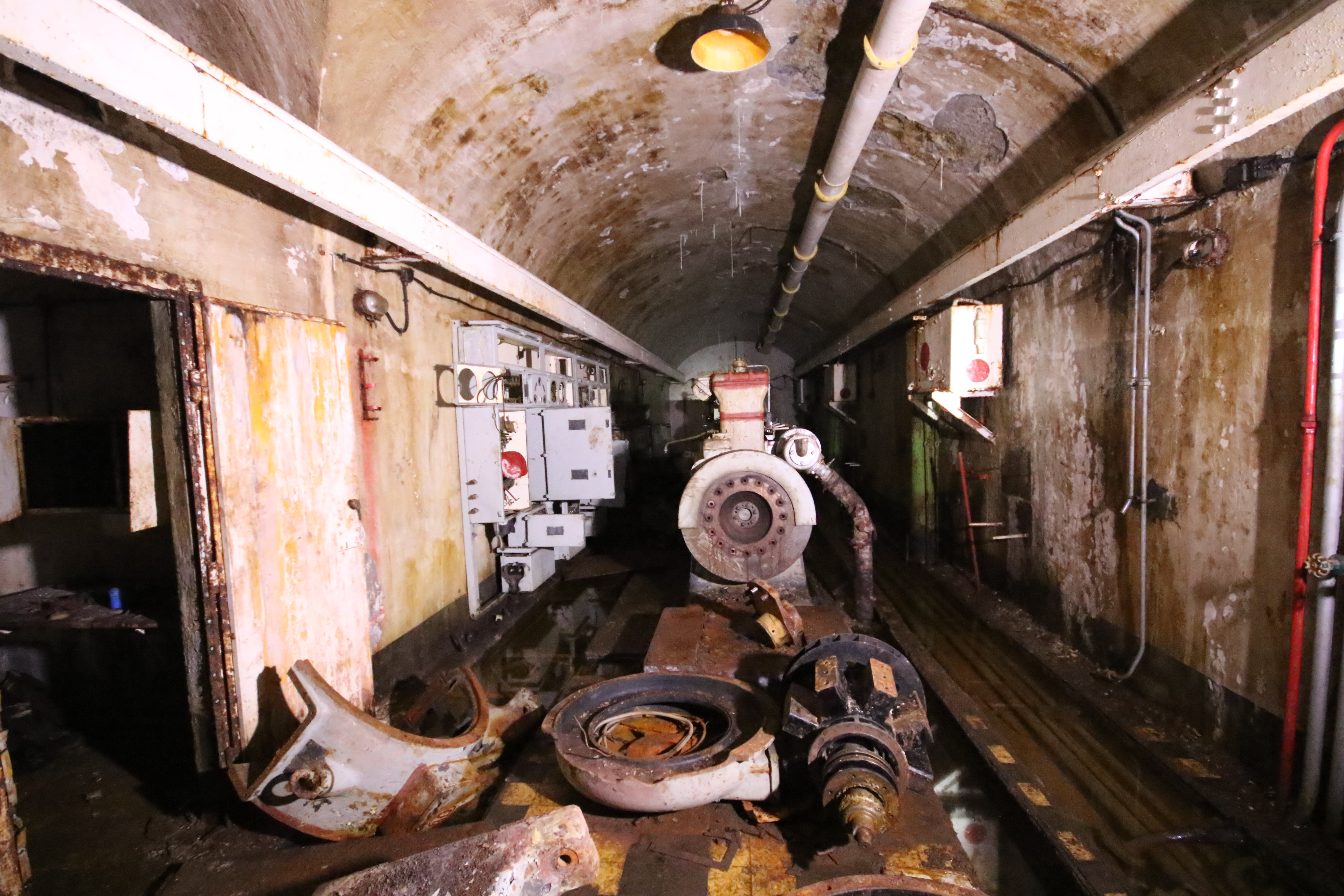
L'usine électrique.

Comme tous les ouvrages CORF, il disposait dans ses dessous de tous les aménagements prévus : casernement, cuisine, latrines, PC, poste de secours, stocks de munitions, d'eau, de gazole et de nourriture. L'électricité était fournie par le réseau civil, mais en cas de coupure l'ouvrage dispose de trois groupes électrogènes, composés chacun d'un moteur Diesel CLM 308 (fournissant 75 ch à 750 tr/min) couplé à un alternateur. Le refroidissement des moteurs se fait par circulation d'eau.

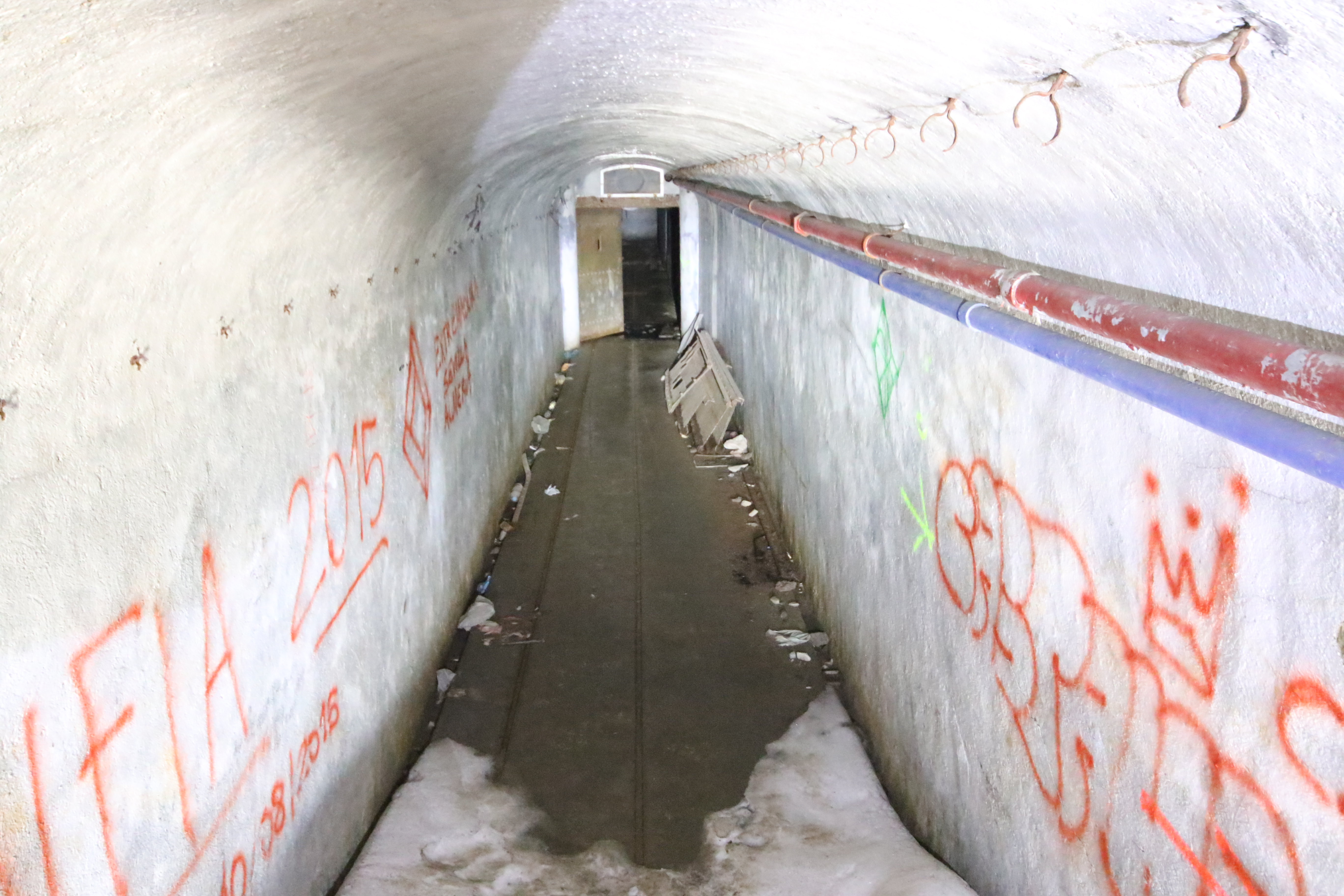
Galerie principale.
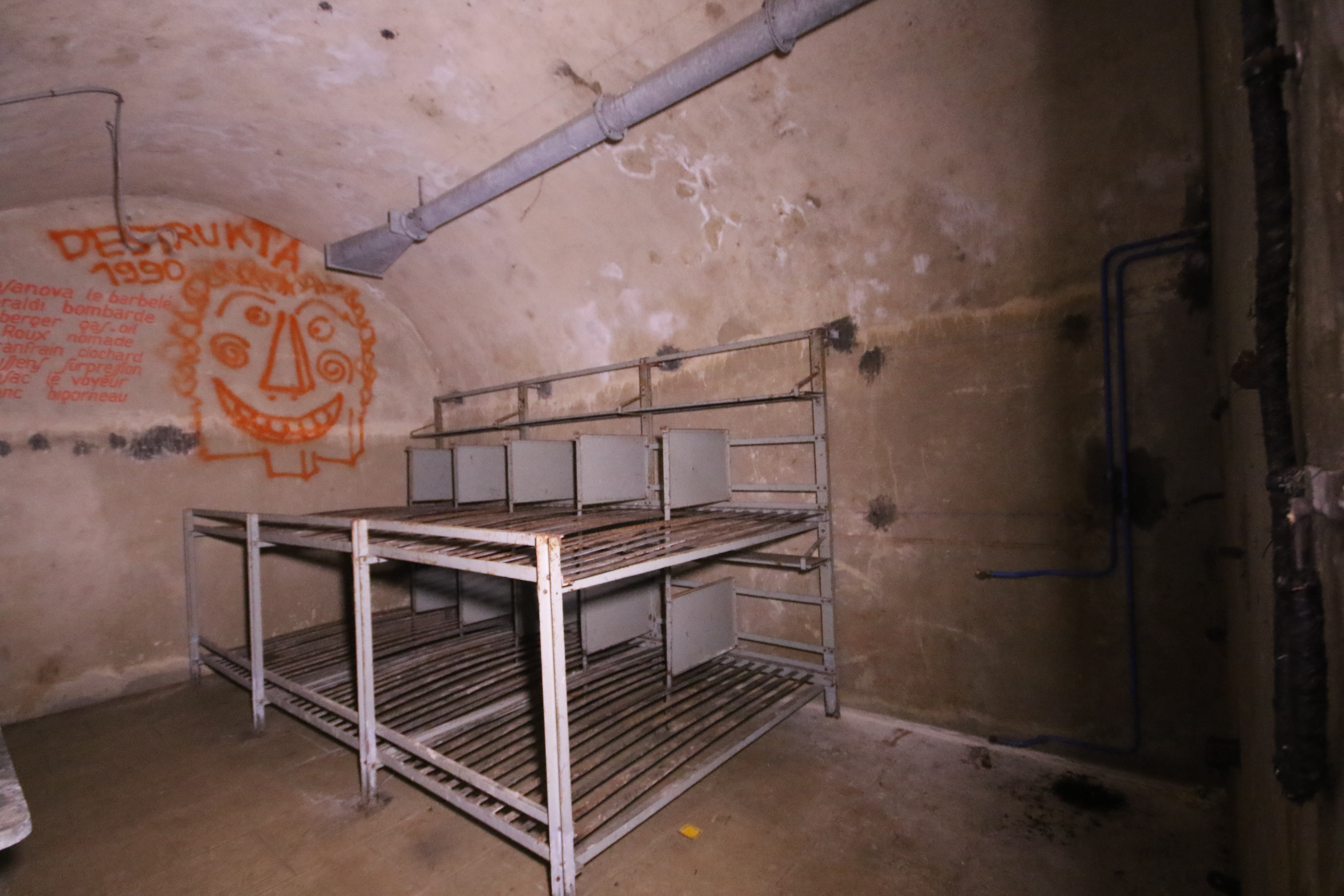
Chambre de troupe.
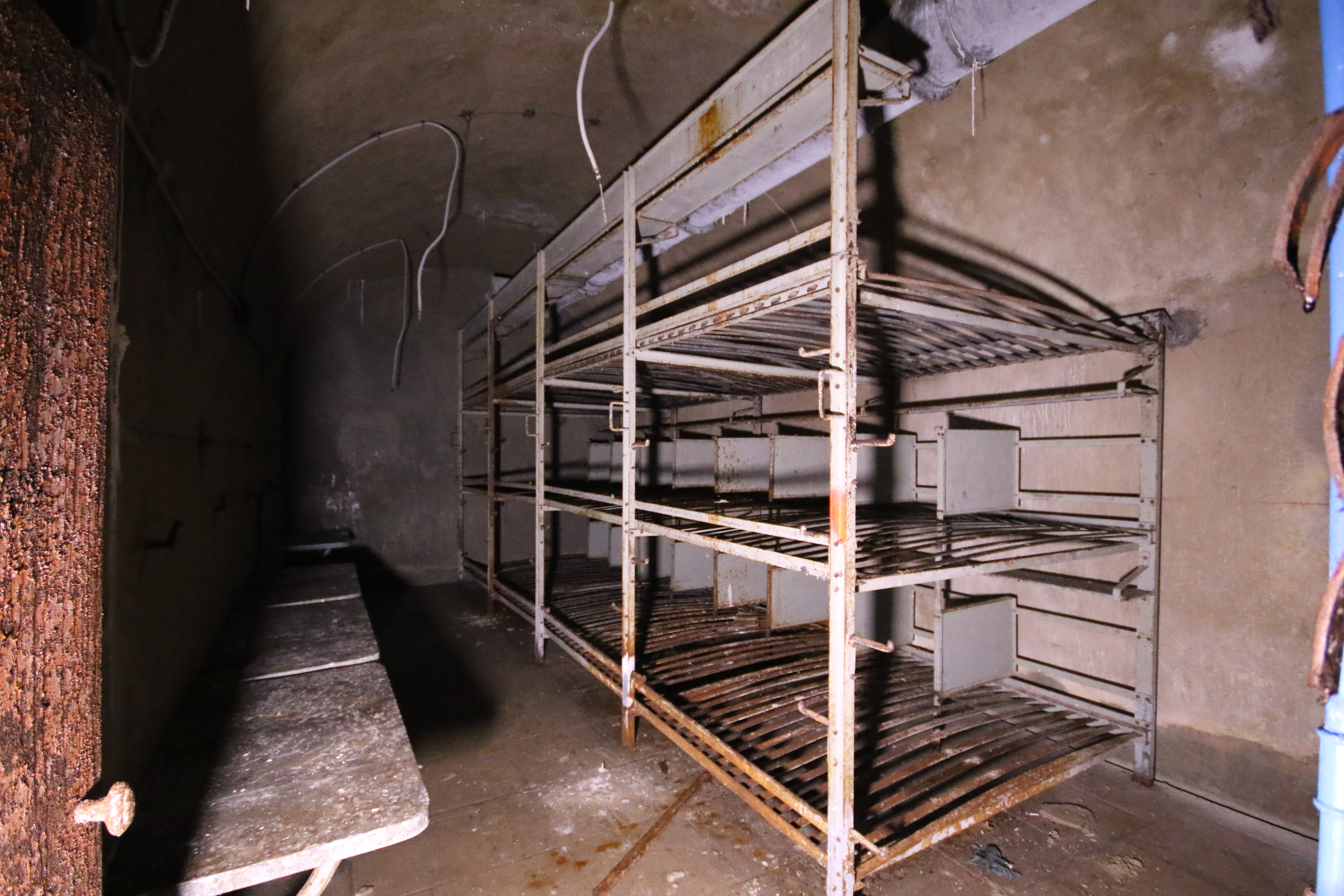
Chambre de troupe.
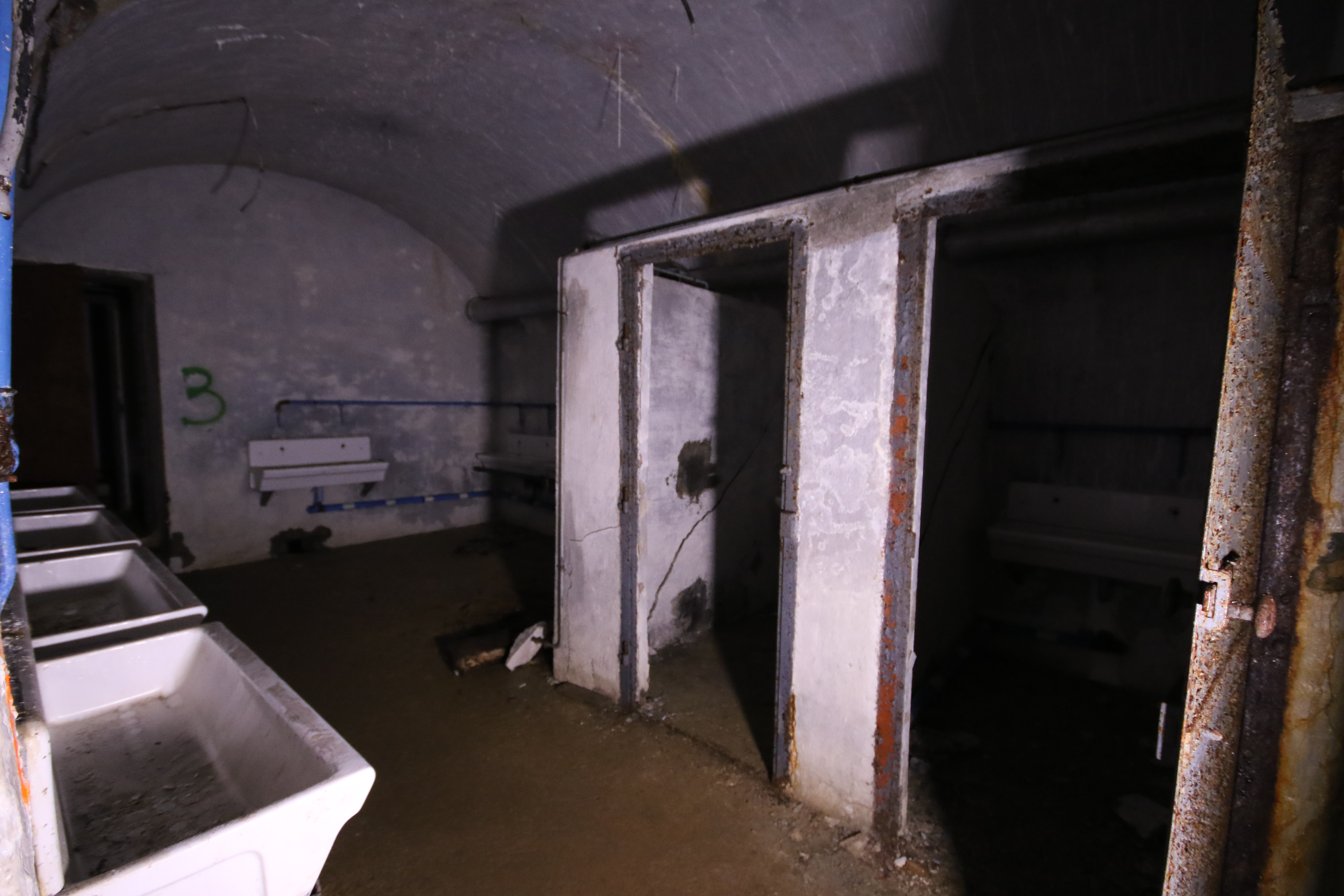
Les sanitaires.
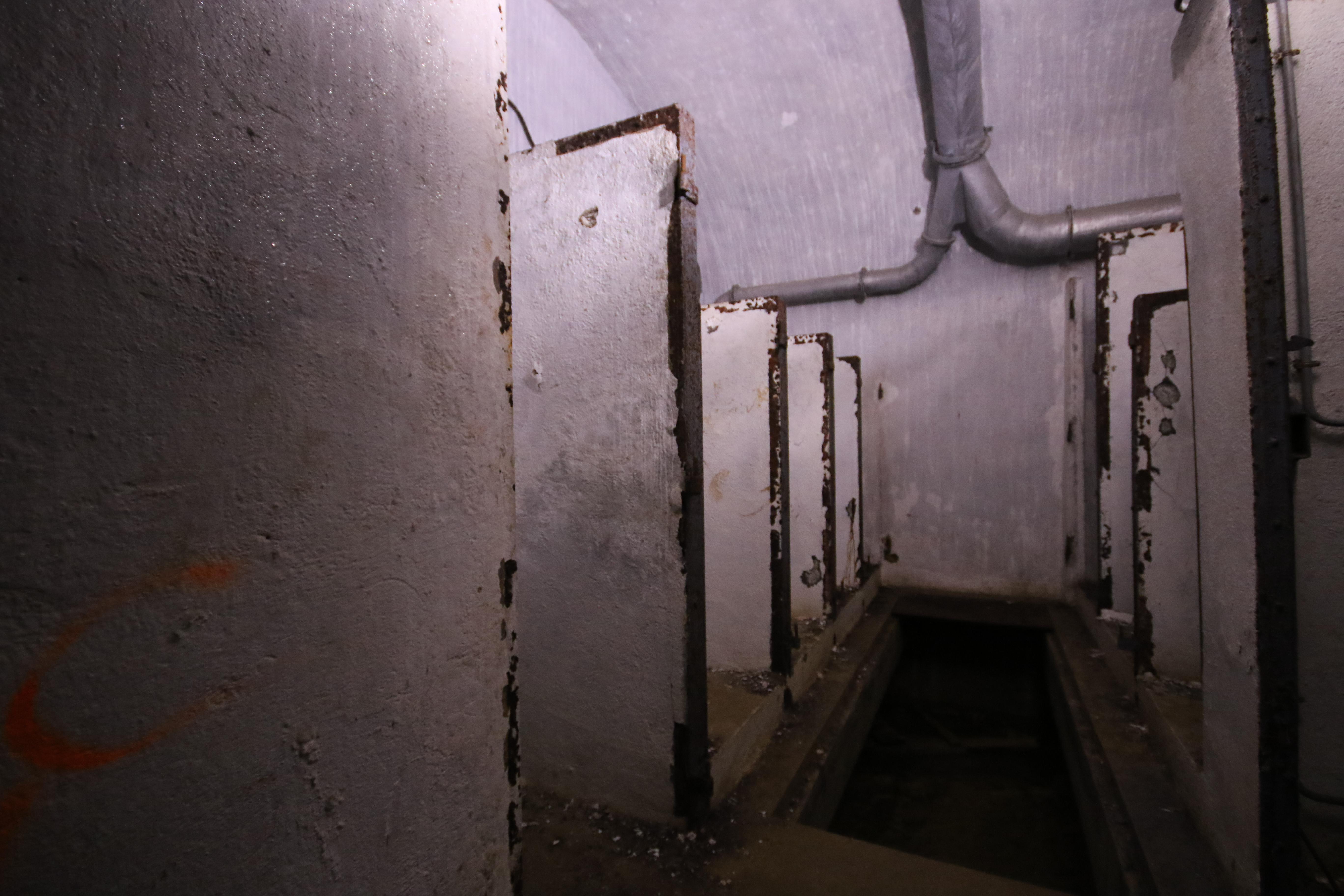
Les sanitaires.
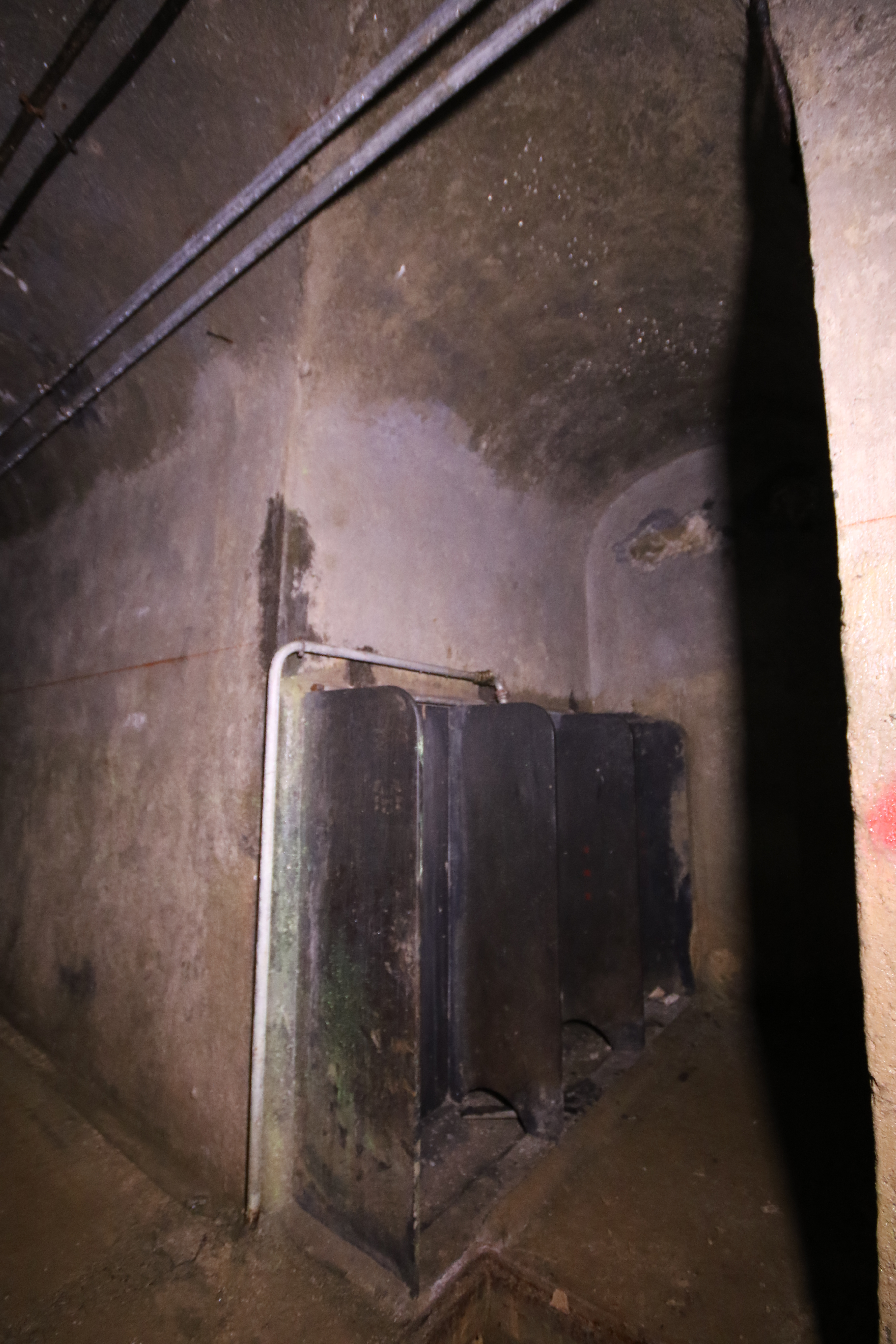
Les sanitaires.
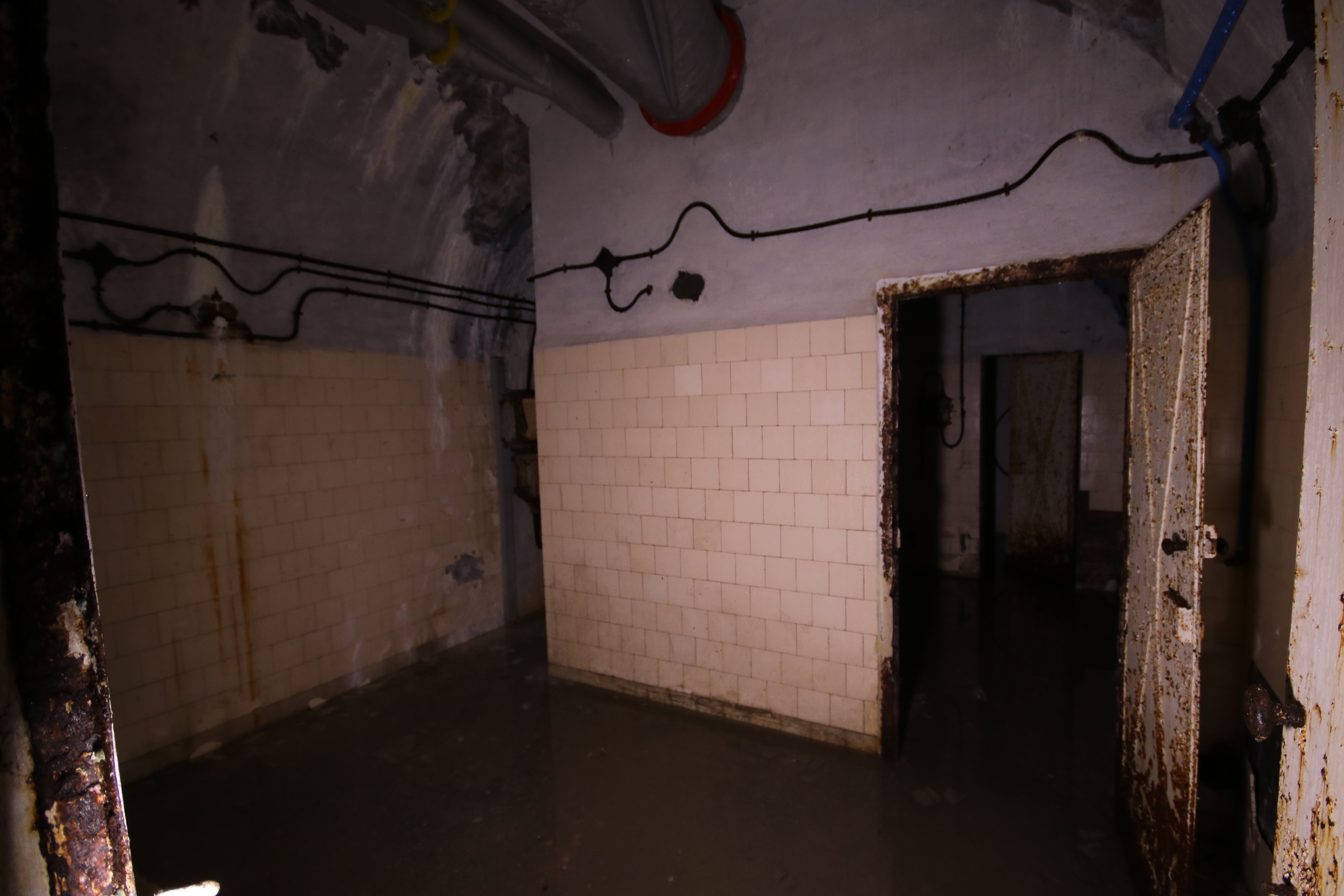
L'infirmerie.
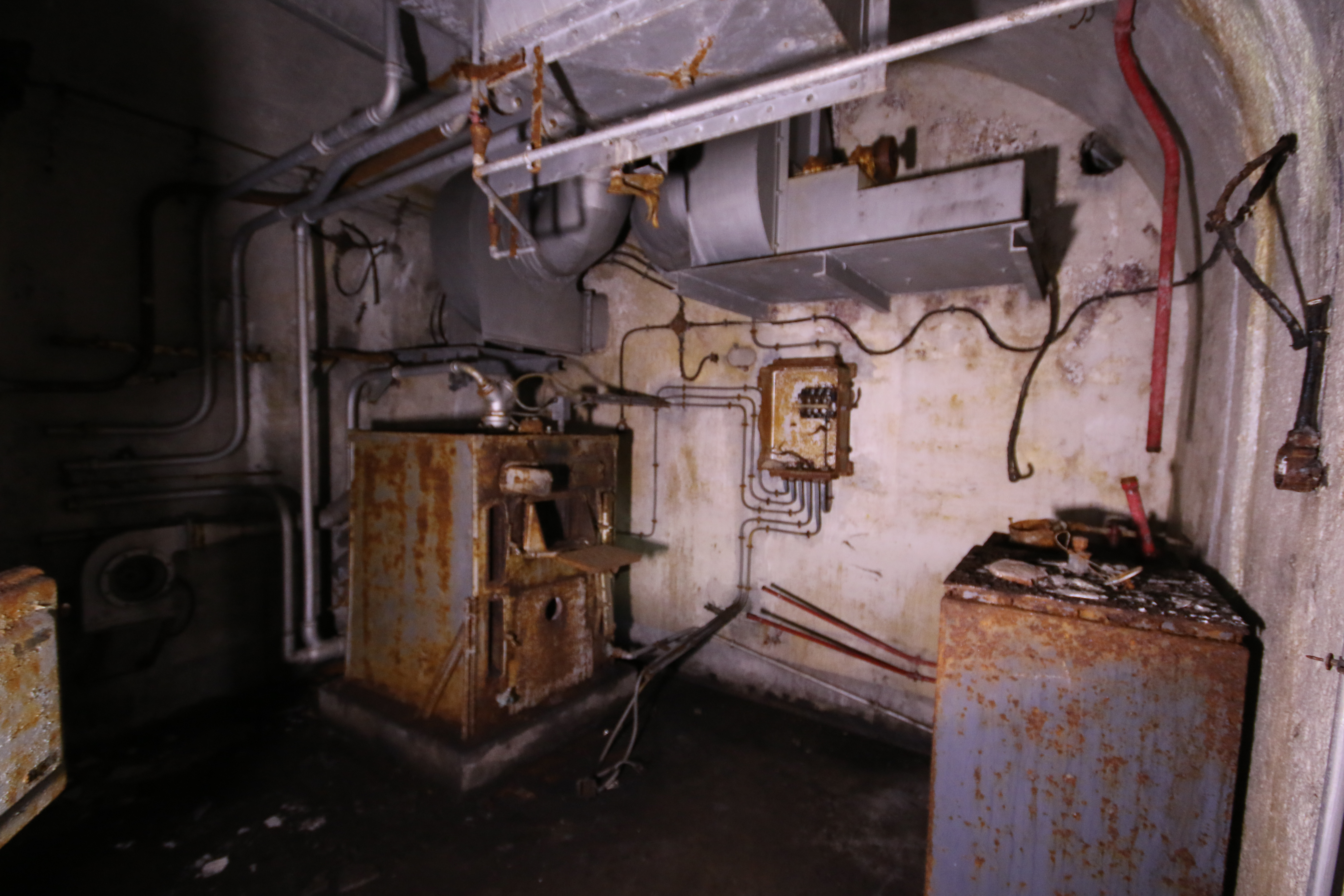
La chaudière au fioul.
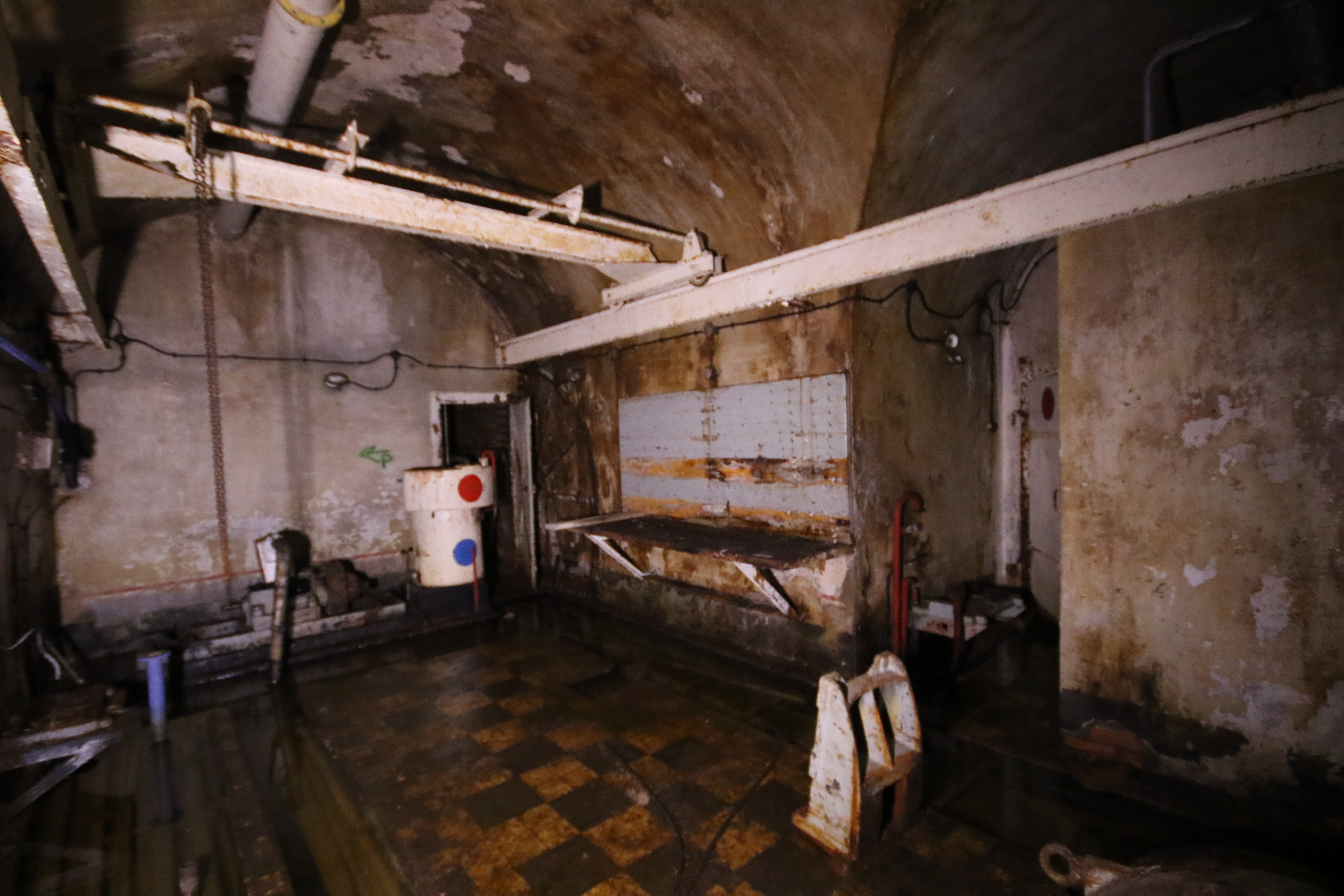
L'usine électrique : le groupe auxiliaire CLM.
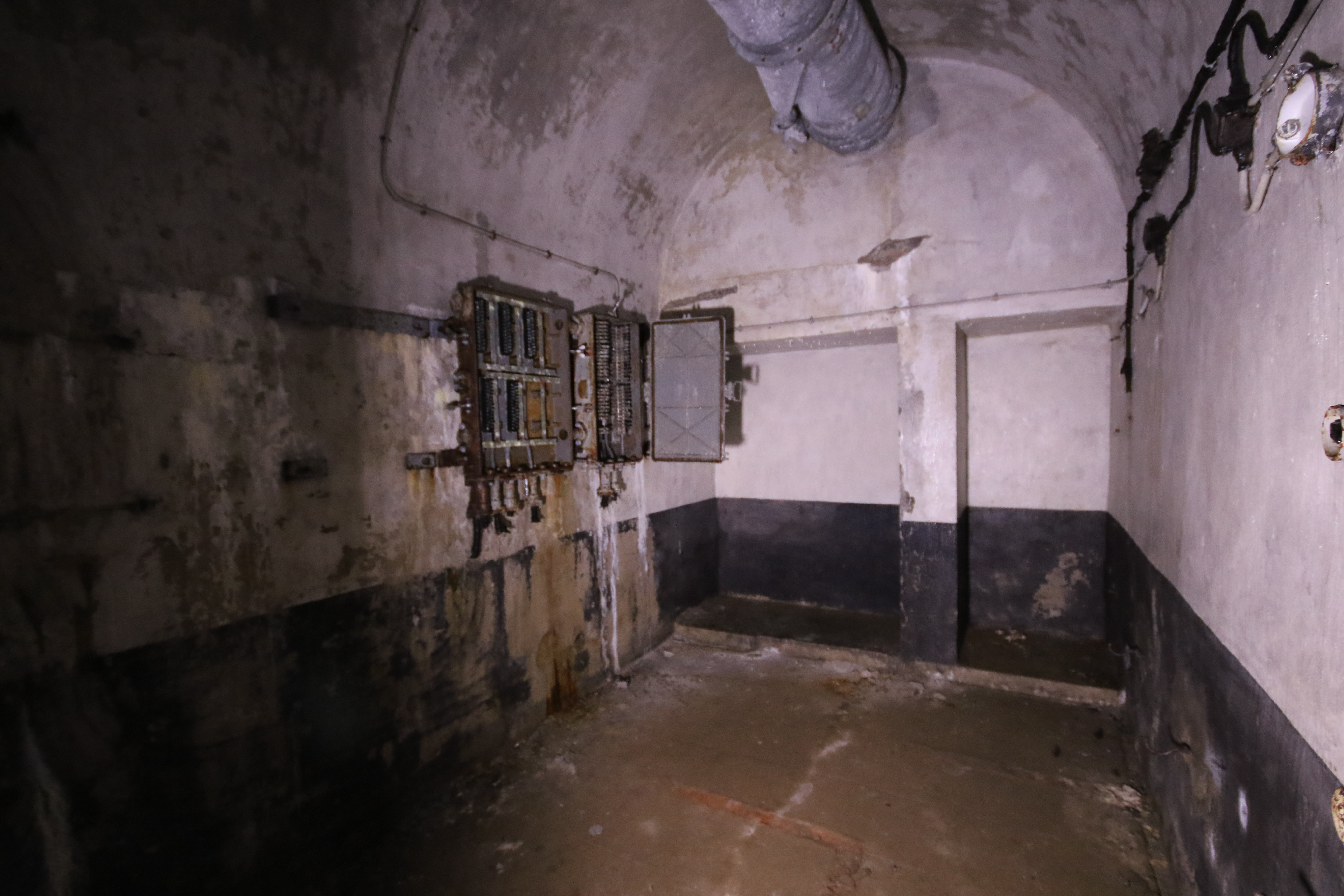
Le central téléphonique.
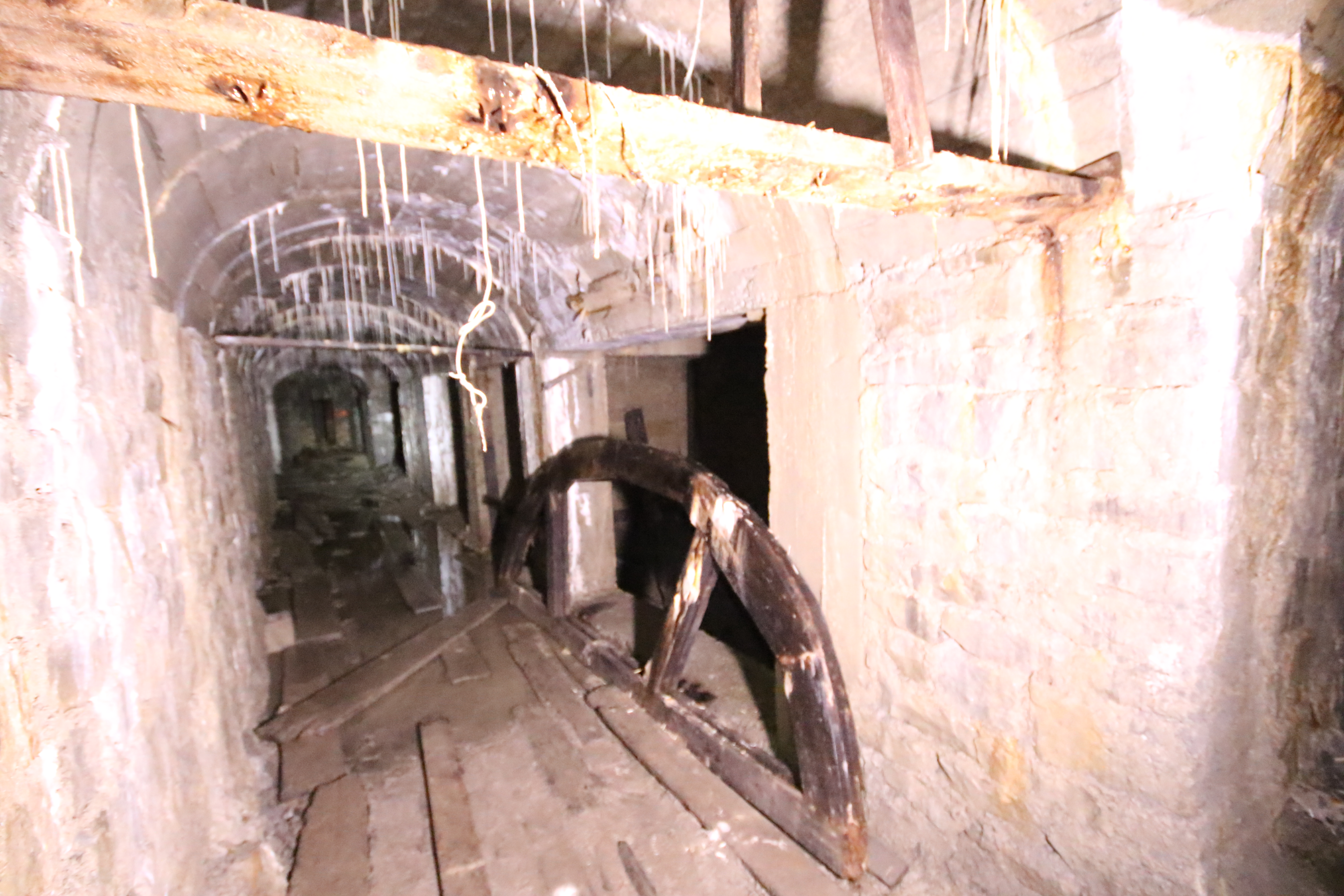
Vestiges d'un coffrage, partie non achevée de l'ouvrage de Restefond.
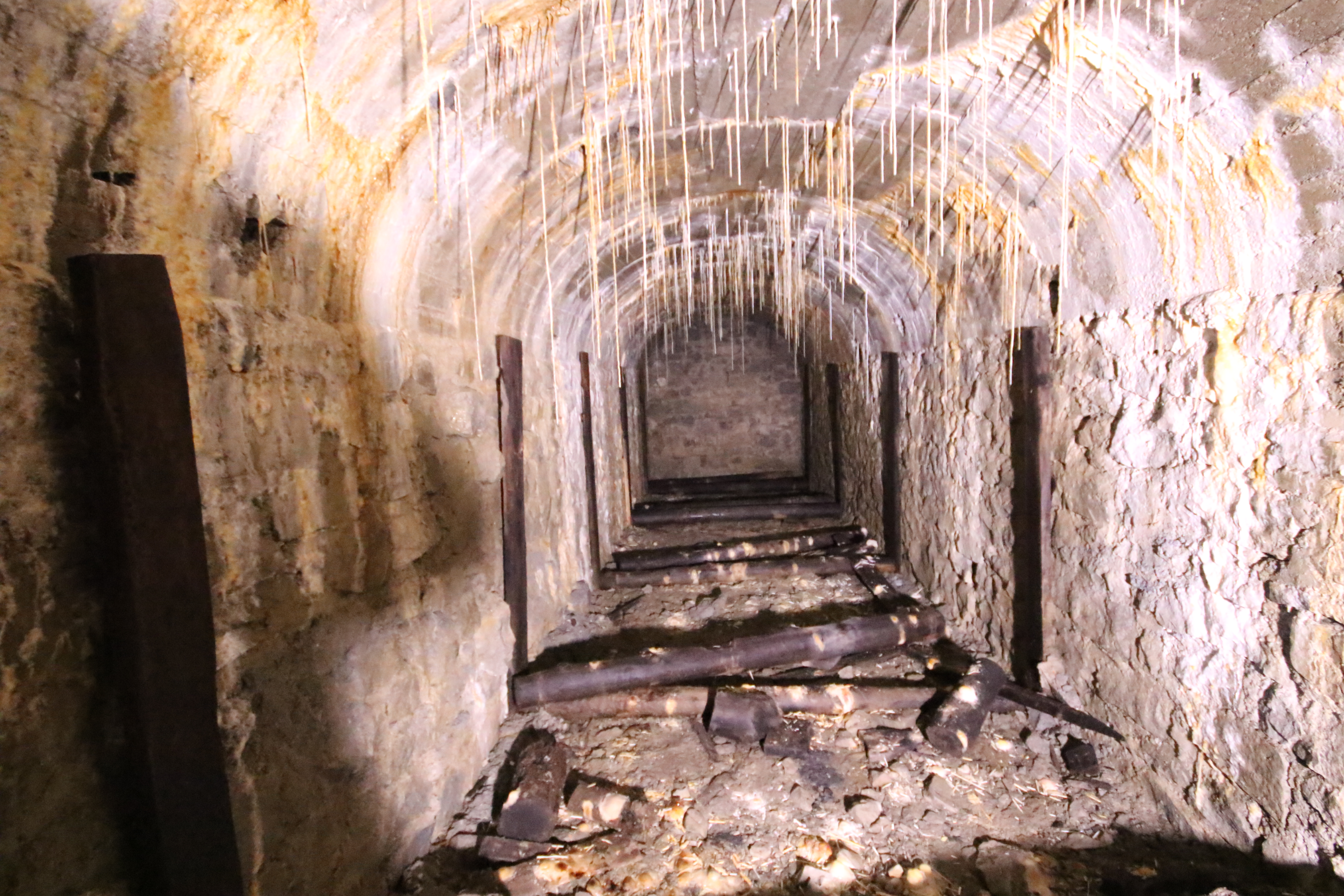
La partie inachevée de l'ouvrage de Restefond.
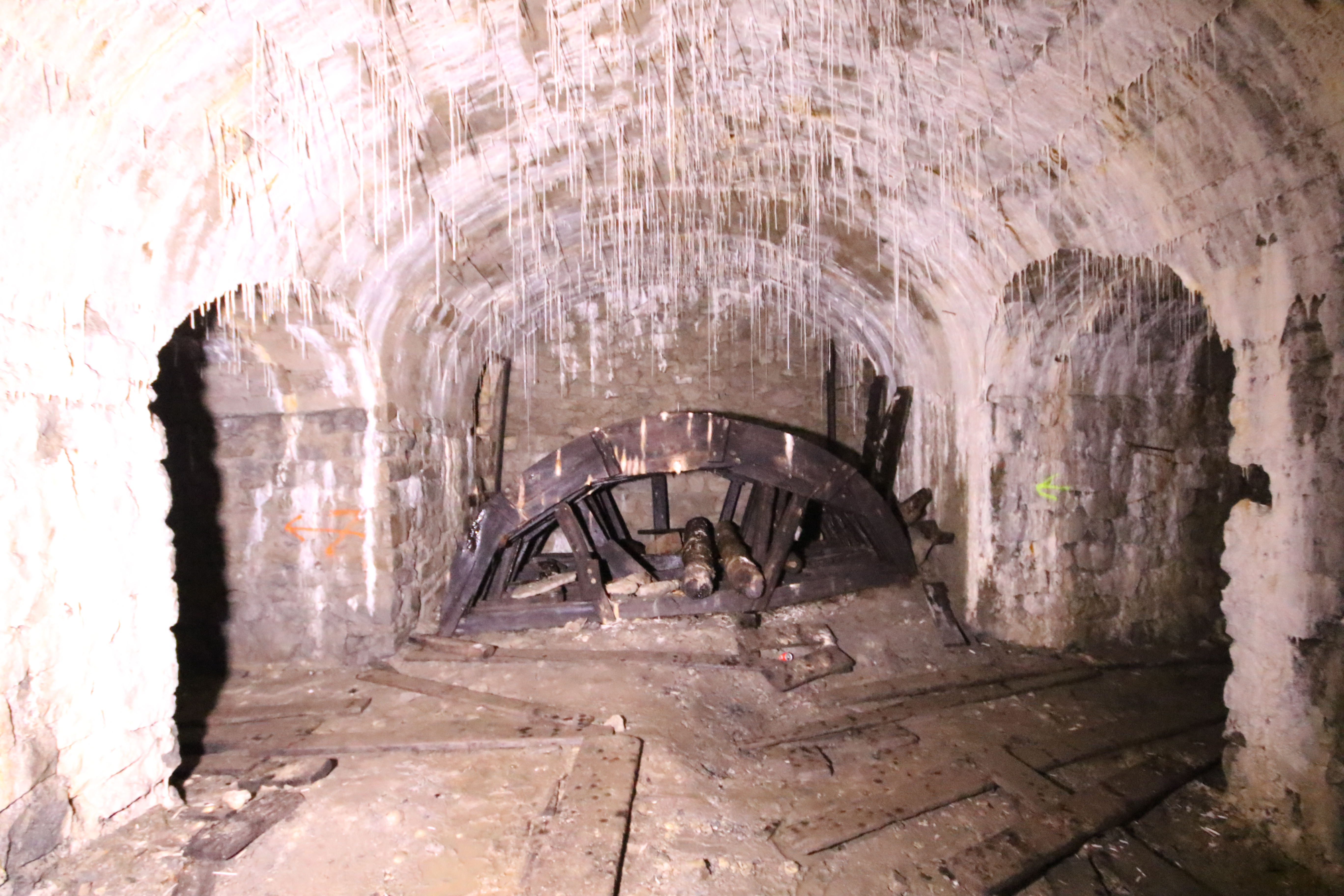
La partie inachevée.
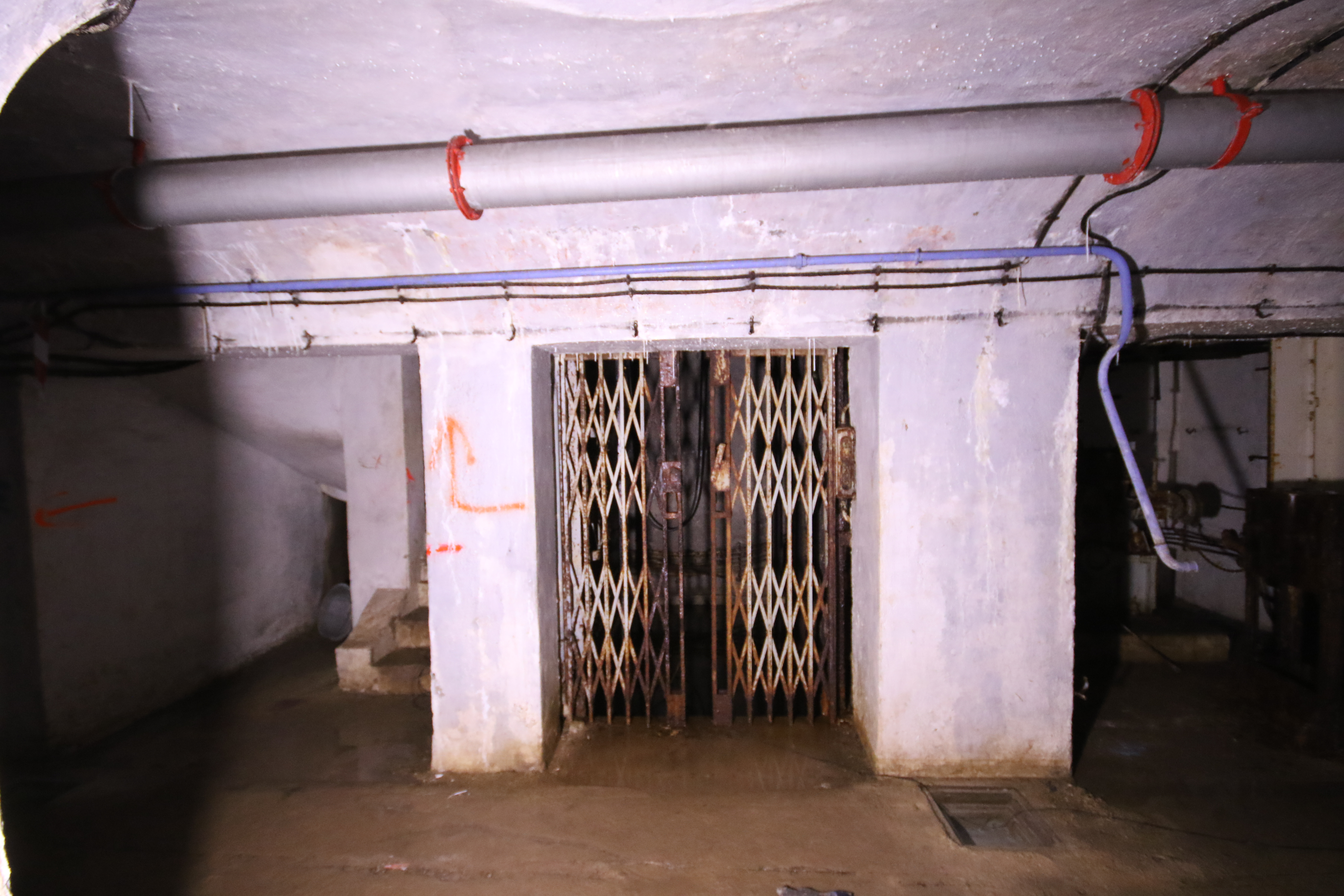
Bloc 6, le monte charge du bloc (étage inférieur).
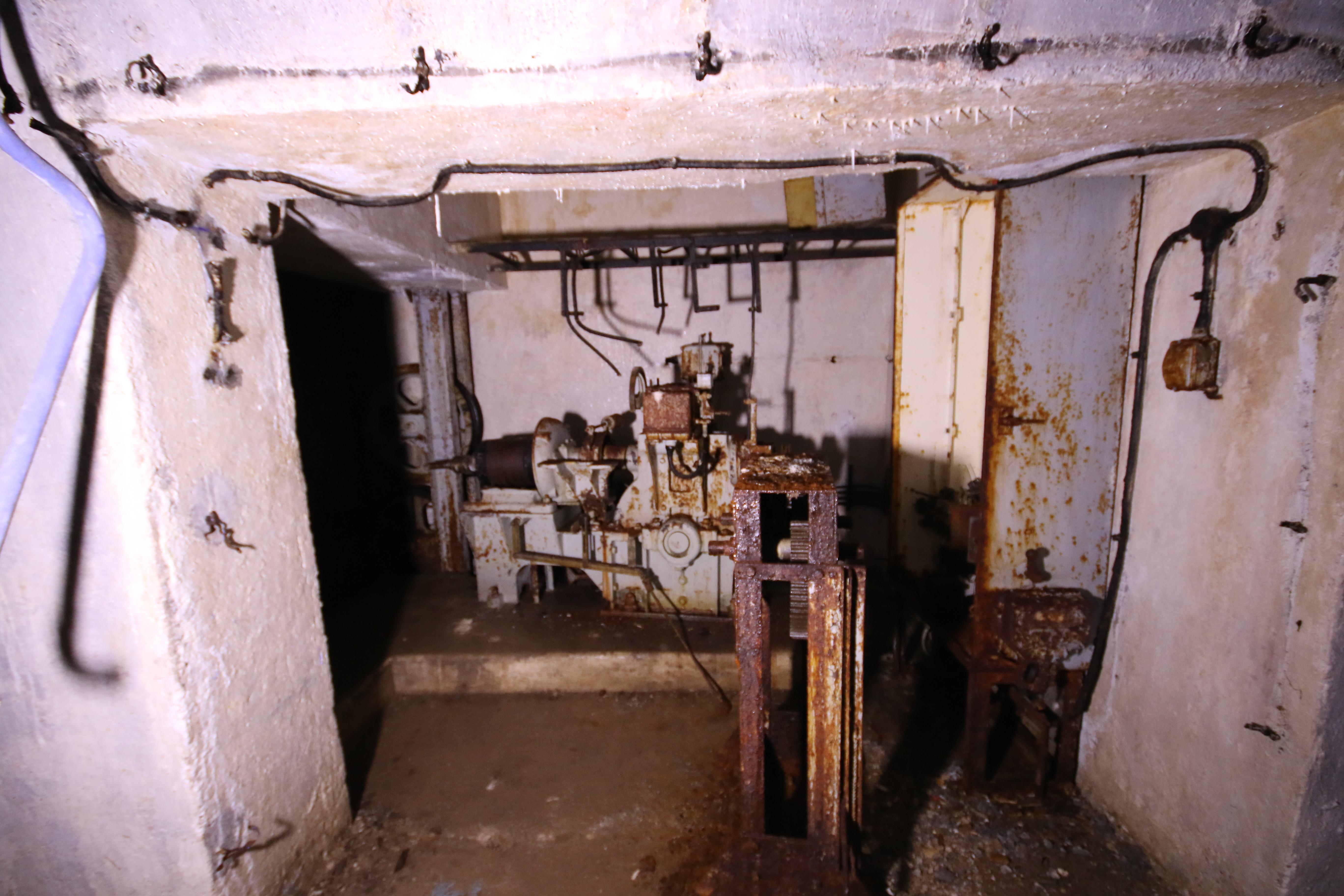
Bloc 6, la machinerie d’ascenseur.
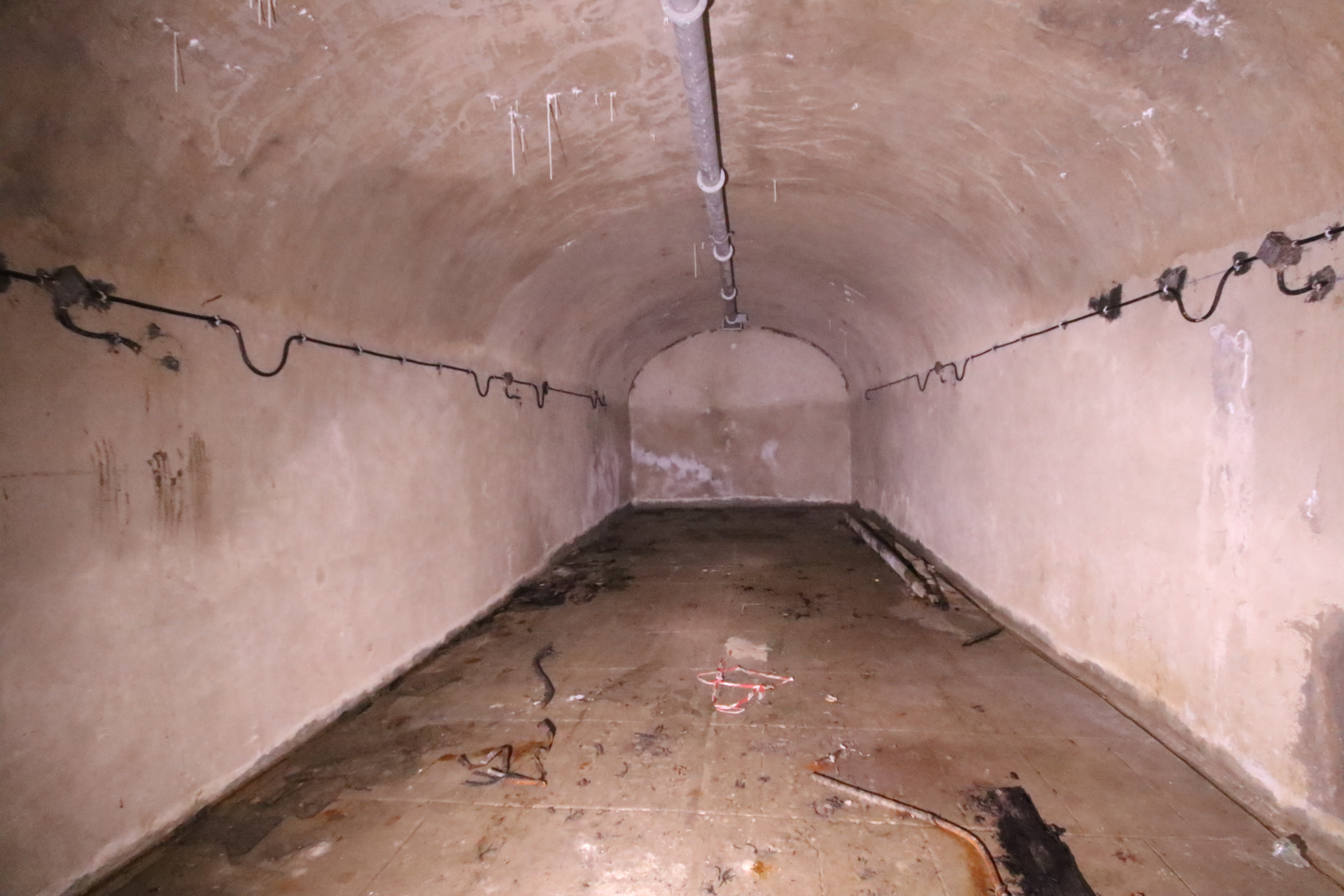
Bloc 6, magasin à munitions.
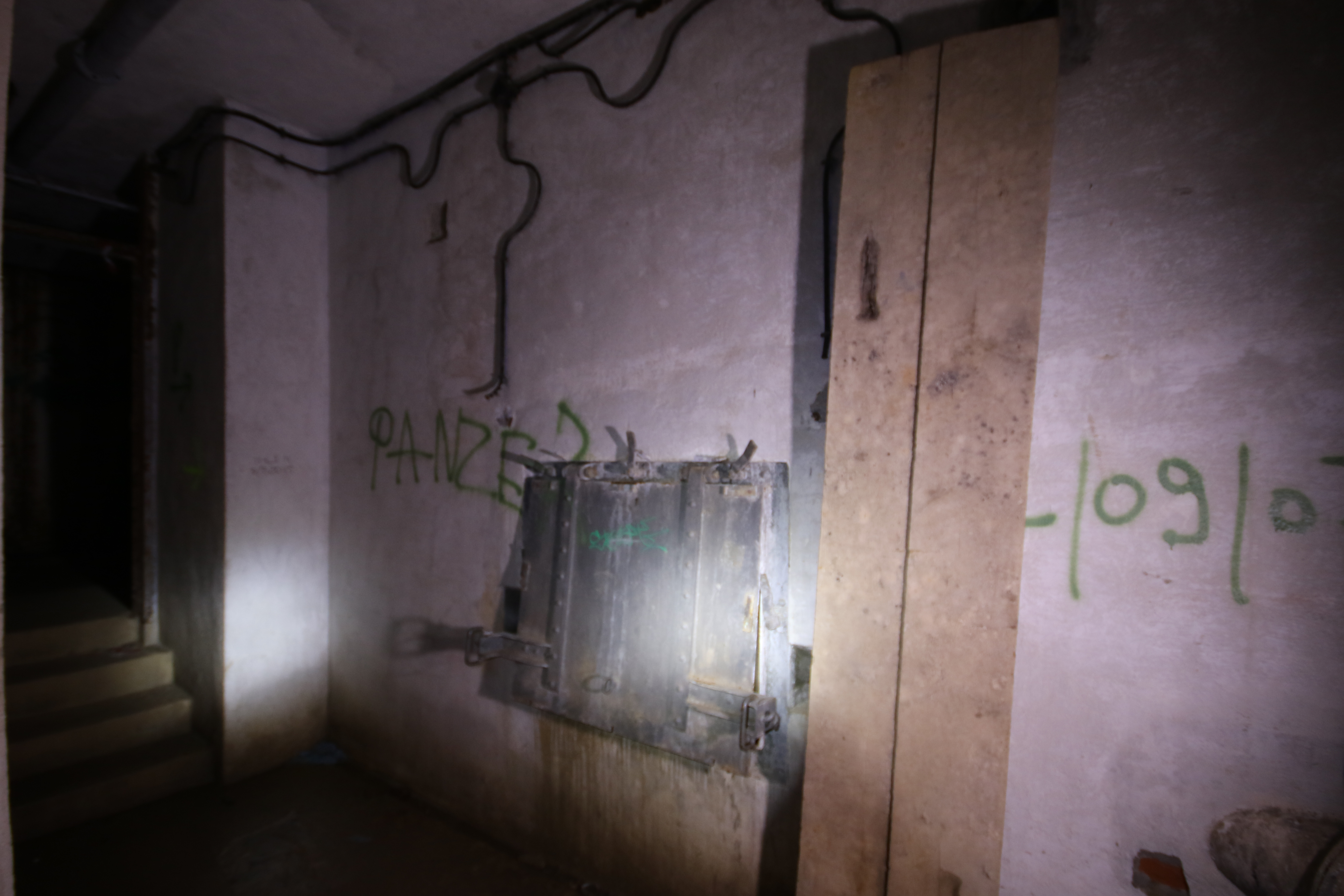
Bloc 6, le réceptacle à douilles.
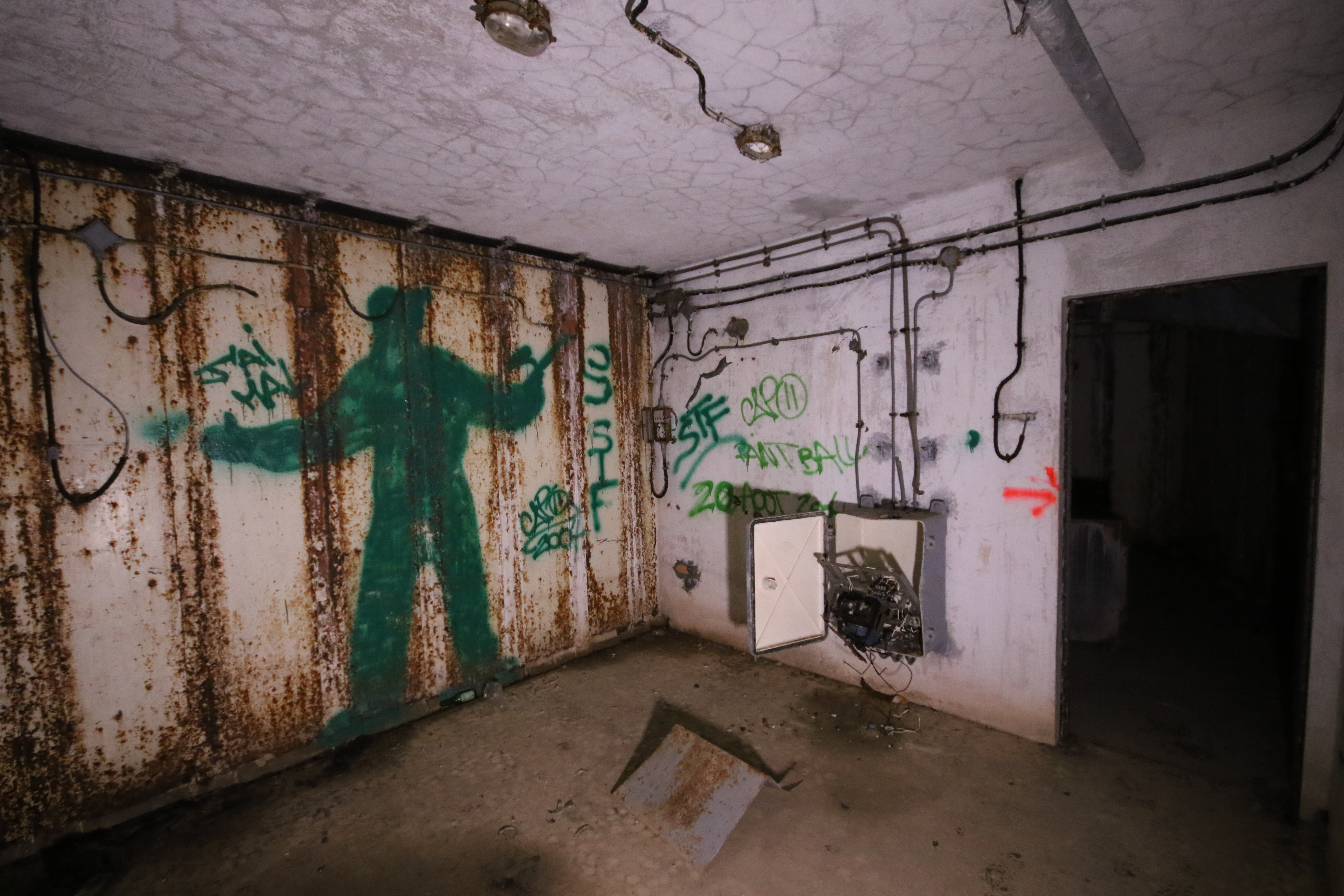
Bloc 6, Le PC du bloc.
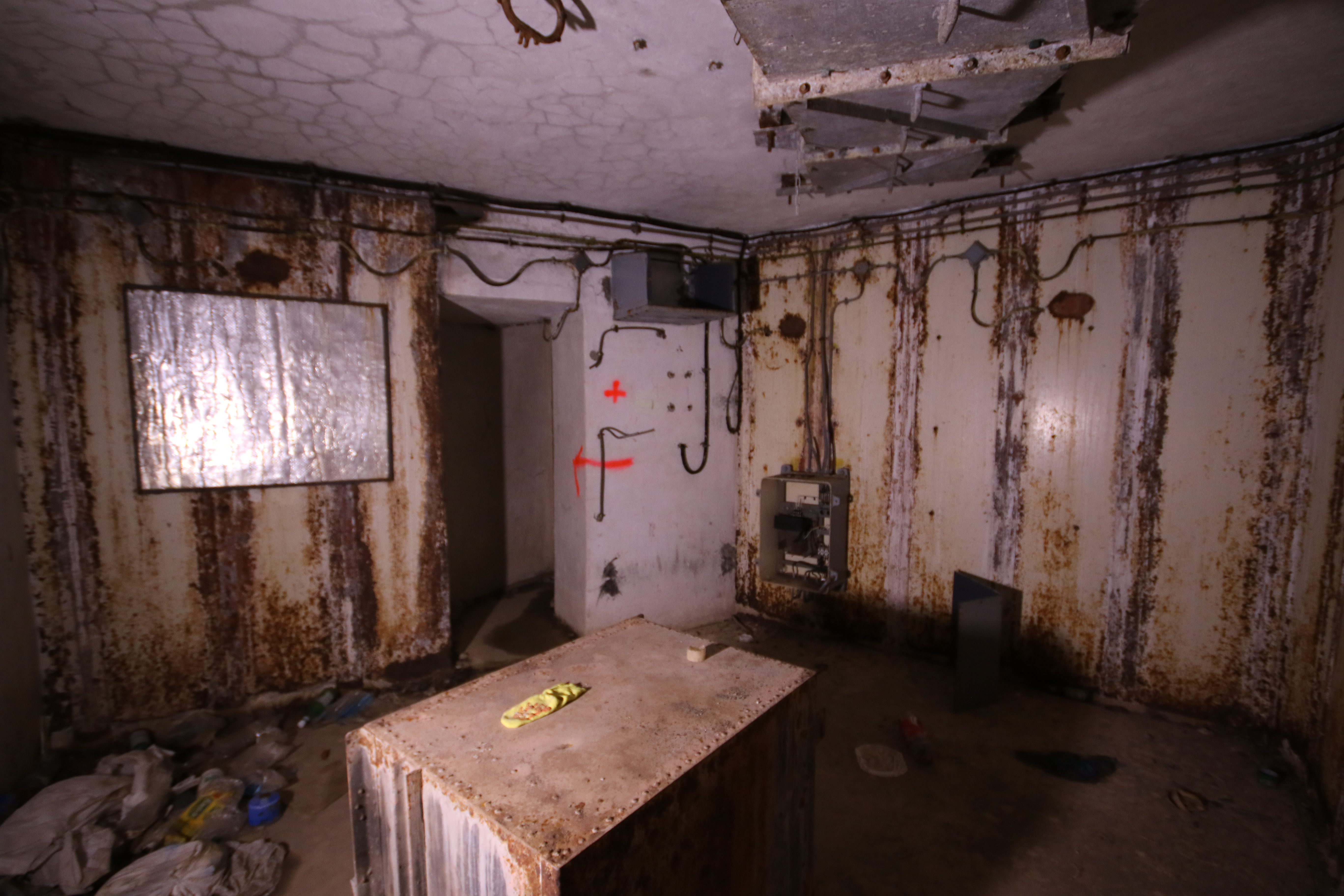
Bloc 6, Le PC du bloc.
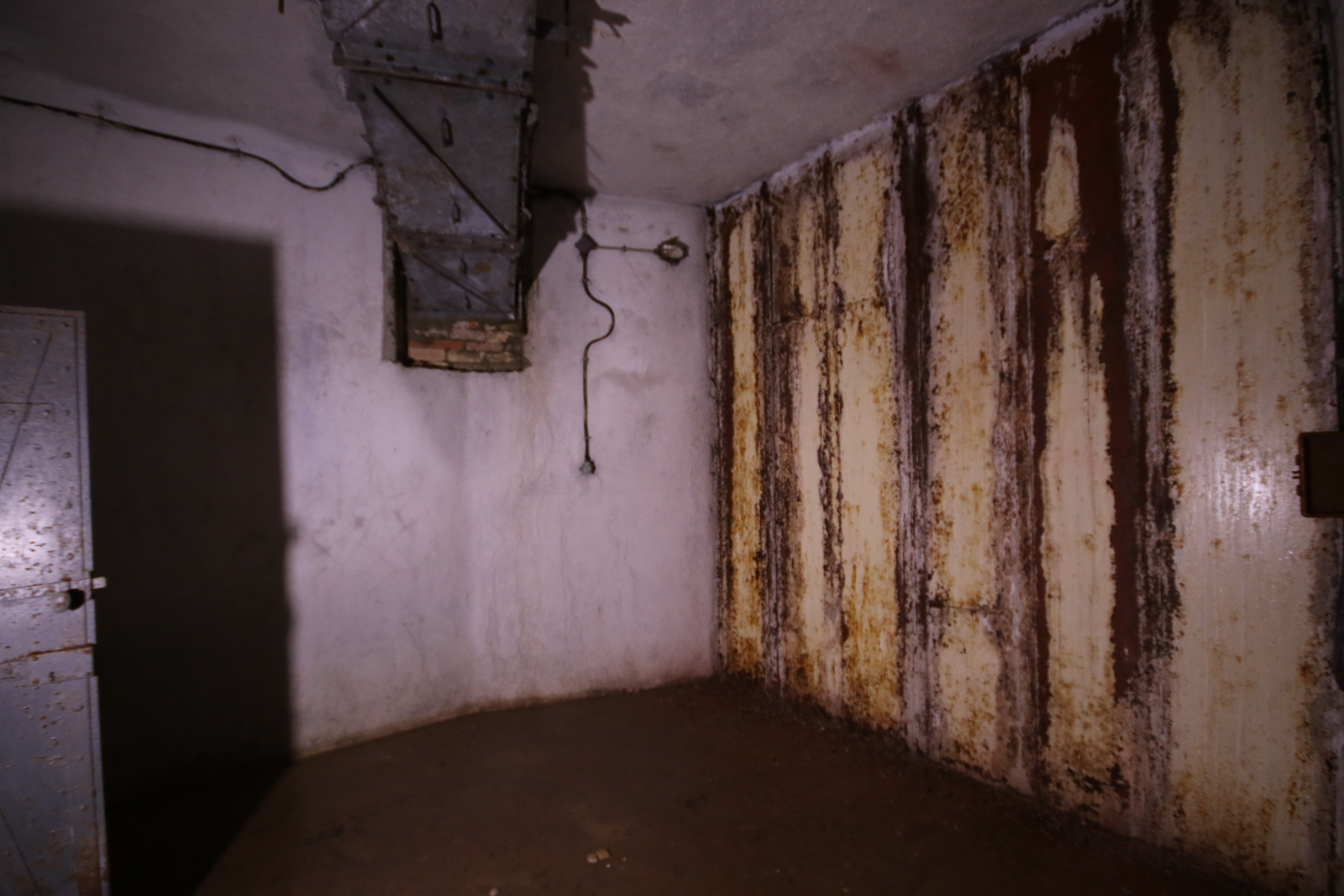
Bloc 6, Le PC du bloc.
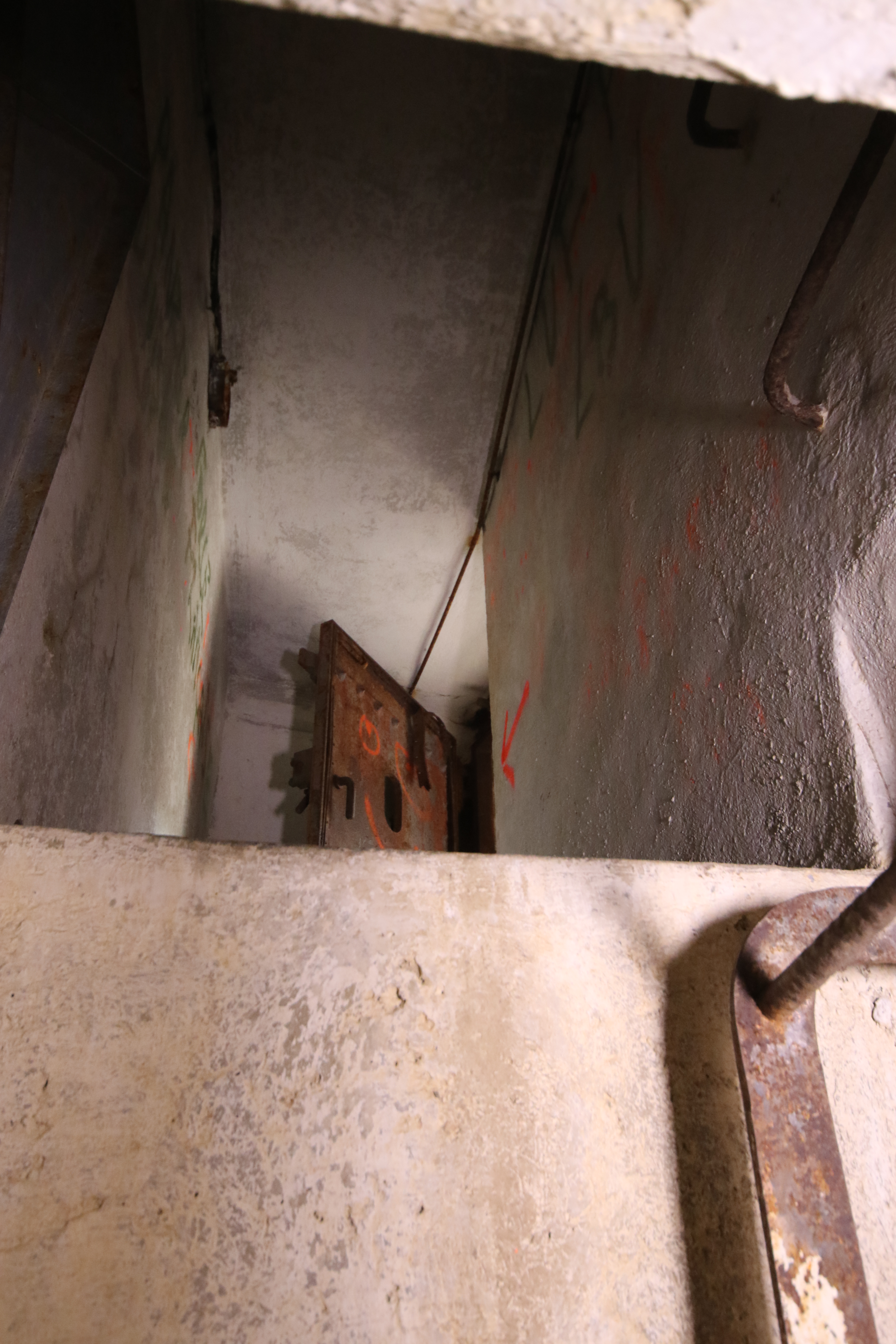
Sortie de secours dans le fossé diamant.

Son effectif théorique était de 10 officiers et de 216 hommes. En 1940, il était commandé par le capitaine Gilotte. L’artillerie de l’ouvrage était rattachée au 162e RAP et l’infanterie à la 157e DBAF.

## Les combats
Le commandant de l'ouvrage était le capitaine Dalstein, puis le capitaine Benony le 19 mars 1940, enfin le capitaine Gilotte le 29 mai. Le gros ouvrage du Restefond est intervenu dans les combats de juin 1940, avec son seul bloc d’artillerie actif (B6), pour interdire le passage des cols frontaliers et battre le ravin du Salso Moreno afin de bloquer la progression des Alpini vers l’avant-poste du Col-des-Fourches.

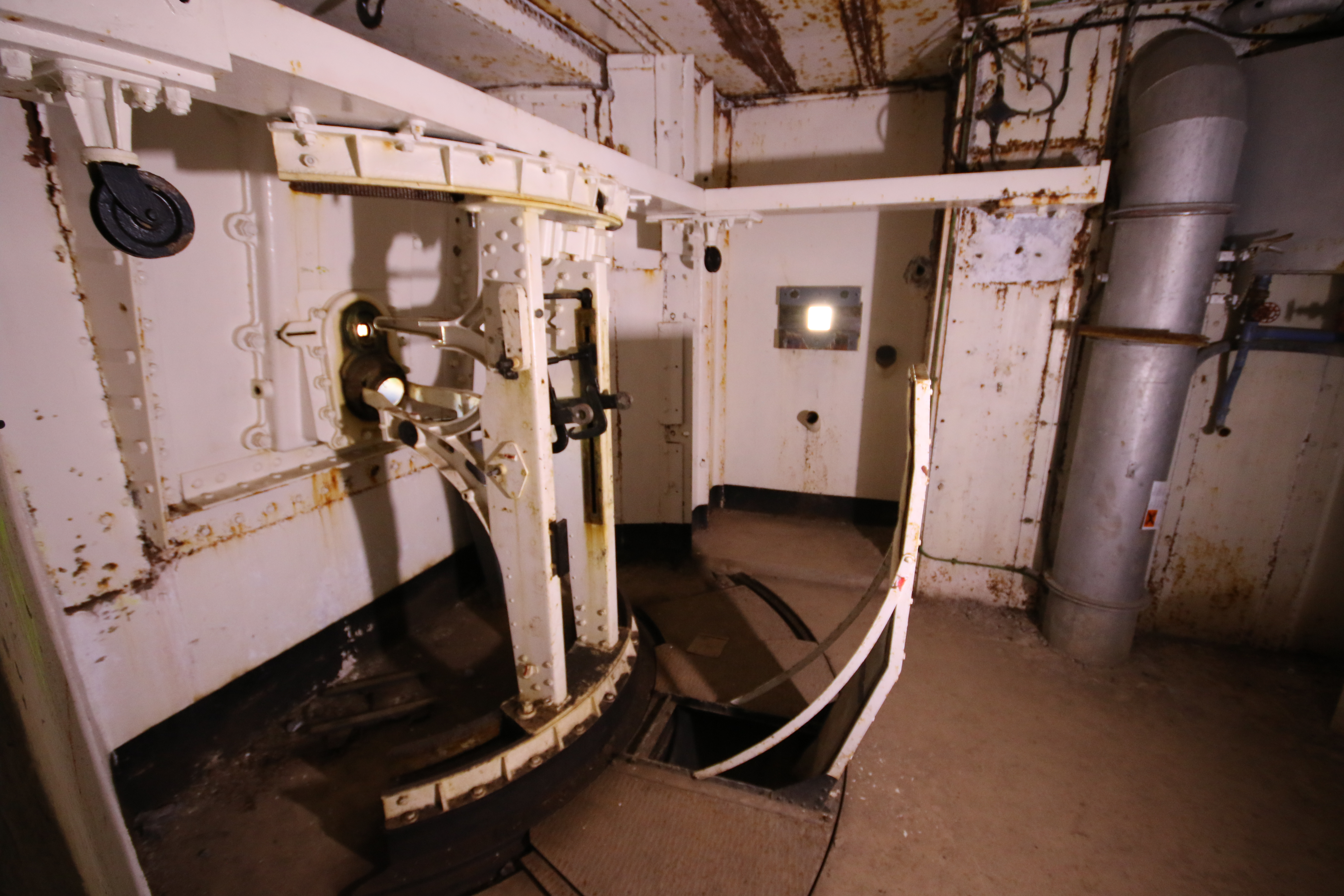
Bloc 6, chambre de tir pour obusier de 75 mle 32.
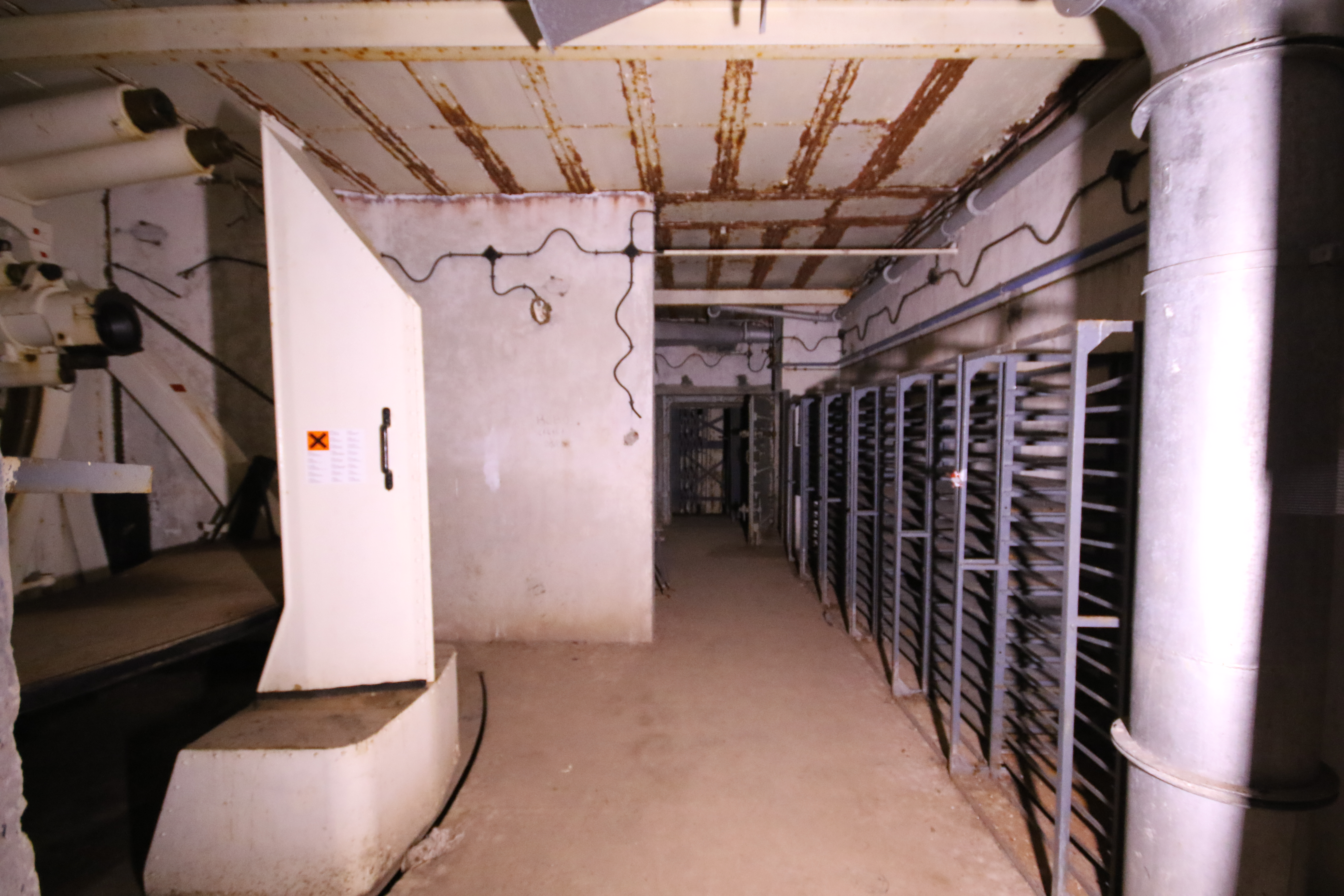
Bloc 6, chambre de tir pour obusier de 75 modèle 1932.

## État actuel

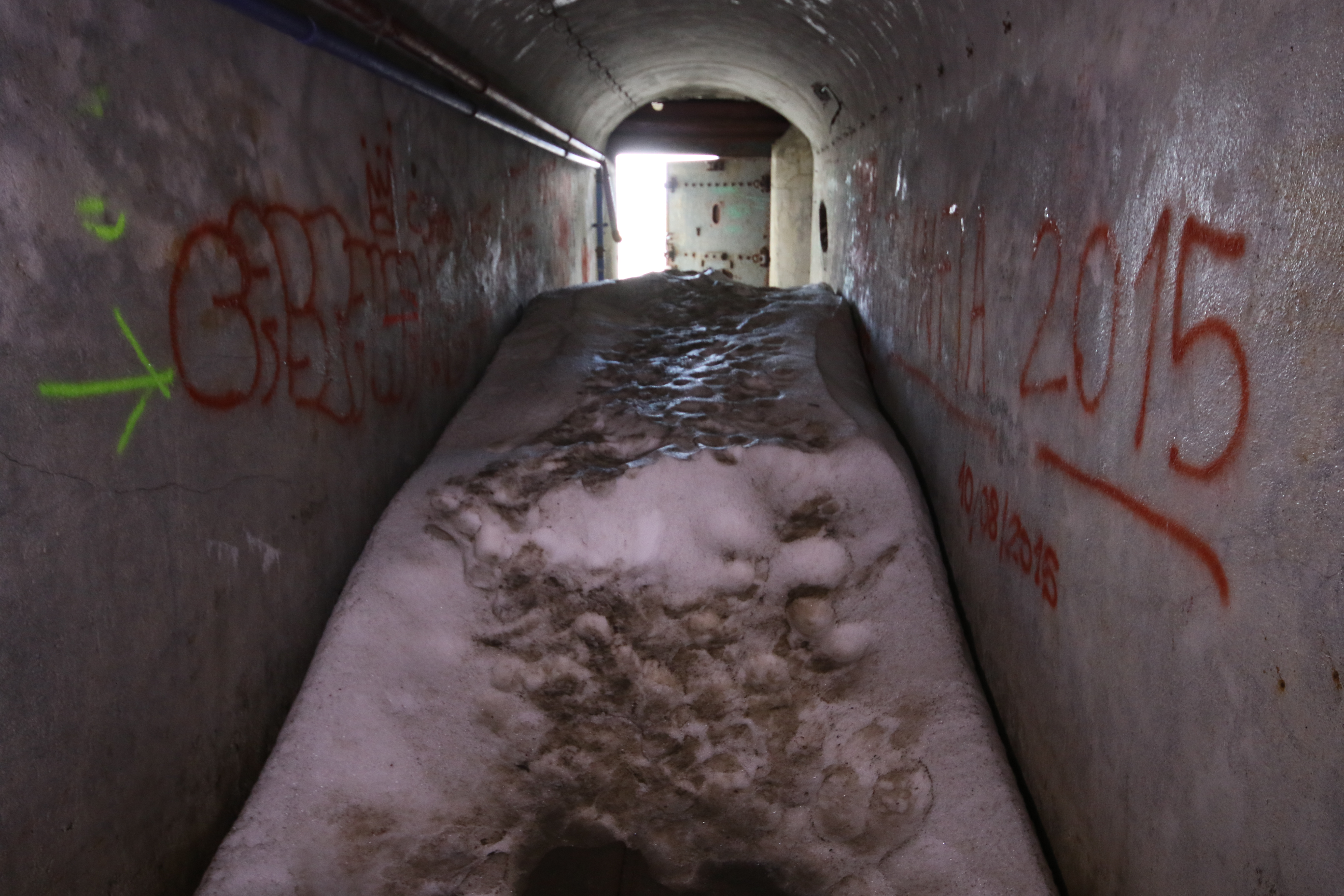
Galerie principale avec la neige.

Comme tous les ouvrages du secteur, le gros ouvrage du Restefond est totalement abandonné.
Les objets métalliques facilement transportables ainsi que le cuivre contenu dans les moteurs ont disparu lors de l'envolée du prix des métaux de 2006.
Ce phénomène touche la majorité des ouvrages facilement accessibles.